# Calamaria longirostris
Calamaria longirostris är en ormart som beskrevs av Howard och Gillespie 2007. Calamaria longirostris ingår i släktet Calamaria och familjen snokar. Inga underarter finns listade.
Arten förekommer på Sulawesi. Honor lägger ägg.